# تلمبه مختاری
تلمبه مختاری یک منطقهٔ مسکونی در ایران است که در دهستان دهچاه واقع شده‌است.